# フェルウィディコックス目
フェルウィディコックス目（フェルウィディコックスもく、Fervidicoccales）は、テルモプロテウス綱に属すクレン古細菌の目である。2010年に記載された。
2018年9月現在、フェルウィディコックス・フォンティス（Fervidicoccus fontis）1種のみが記載されている。この種はカムチャッカ半島ウゾンカルデラの温泉より発見された。1-3μmほどの球菌、増殖温度は55-85℃（最適は67-70℃）、ペプチドなどを主体とした複雑な有機培地で嫌気従属的に増殖する。
2014年にFervidicoccus fontis Kam940T株について全ゲノムの解読が報告されている。131万9206bp、ORFは1385ヶ所であった。
系統的にはデスルフロコックス目やアキディロブス目にやや近縁なようである。